# Almodôvar
Almodôvar és un municipi portuguès, situat al districte de Beja, a la regió d'Alentejo i a la subregió de l'Baixo Alentejo. L'any 2006 tenia 9.710 habitants. Limita al nord amb Castro Verde, a l'est amb Mértola, al sud-est amb Alcoutim, al sud amb Loulé, al sud-oest amb Silves i a l'oest i nord-oest amb Ourique.

## Població
| Població del concelho d'Almodôvar (1801 – 2004) | Població del concelho d'Almodôvar (1801 – 2004) | Població del concelho d'Almodôvar (1801 – 2004) | Població del concelho d'Almodôvar (1801 – 2004) | Població del concelho d'Almodôvar (1801 – 2004) | Població del concelho d'Almodôvar (1801 – 2004) | Població del concelho d'Almodôvar (1801 – 2004) | Població del concelho d'Almodôvar (1801 – 2004) | Població del concelho d'Almodôvar (1801 – 2004) |
| ----------------------------------------------- | ----------------------------------------------- | ----------------------------------------------- | ----------------------------------------------- | ----------------------------------------------- | ----------------------------------------------- | ----------------------------------------------- | ----------------------------------------------- | ----------------------------------------------- |
| 1801                                            | 1849                                            | 1900                                            | 1930                                            | 1960                                            | 1981                                            | 1991                                            | 2001                                            | 2004                                            |
| 5.945                                           | 8.215                                           | 11.089                                          | 14.180                                          | 16.028                                          | 10.637                                          | 8.999                                           | 8.145                                           | 7.650                                           |

## Freguesies
- Aldeia dos Fernandes
- Almodôvar
- Gomes Aires
- Rosário
- Santa Clara-a-Nova
- Santa Cruz
- São Barnabé
- Senhora da Graça de Padrões